# Travis Dermott
Travis Dermott (Newmarket, Ontario, 22 de diciembre de 1996), apodado Derms, Dermy o Derm, es un jugador profesional canadiense de hockey sobre hielo que se desempeña en la posición de defensor izquierdo en Arizona Coyotes, equipo de la National Hockey League (NHL).

## Carrera
Fue seleccionado en la segunda ronda en la NHL Entry Draft de 2015. En 2017 hizo su debut profesional con el equipo Toronto Maple Leafs, en el cual jugó cinco temporadas (2017-2021), después pasó a Vancouver Canucks (2021-2023), luego a Arizona Coyotes, donde lleva jugando una temporada.